# クロロチアジド
クロロチアジド（英:chlorothiazide）とはチアジド系利尿薬のひとつ。接合尿細管において管腔側のNa+-Cl−共輸送担体を阻害することによってNaClの再吸収を抑制し、利尿作用を示す。CAS登録番号は[58-94-6]。